# Aphananthe philippinensis

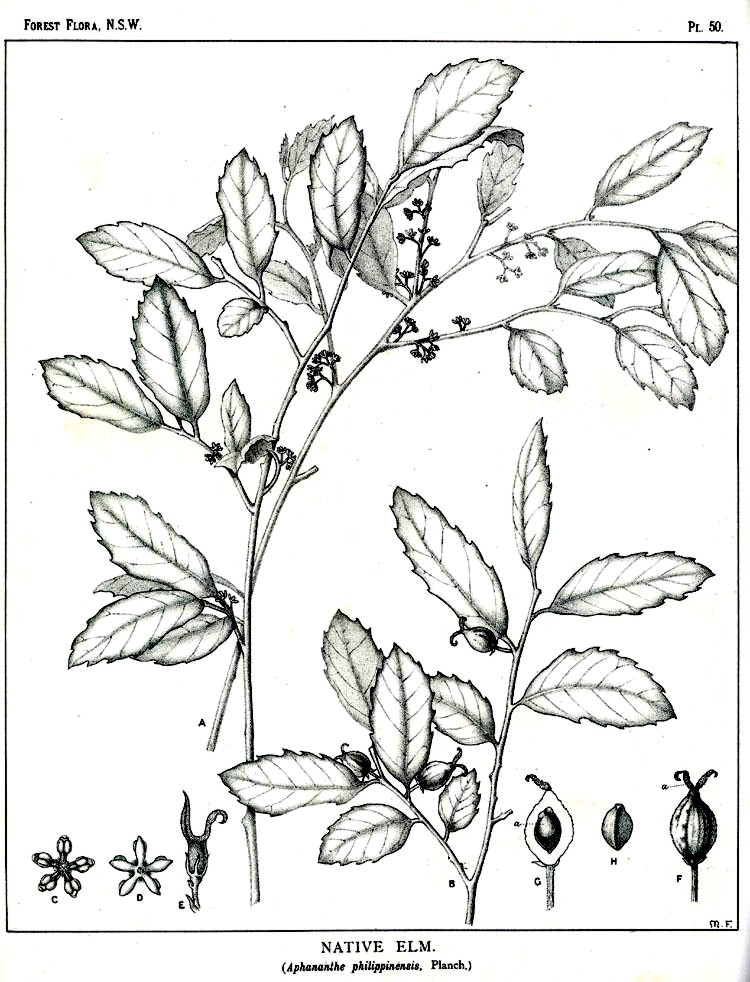
Aphananthe philippinensis.

Aphananthe philippinensis es un árbol común de la selva tropical de la familia Cannabaceae. En Australia ocurre desde el río Manning en Nueva Gales del Sur hasta cerca de Herberton en la zona tropical de Queensland. Fue descrita por primera vez en la isla de Luzón en Filipinas , de ahí el nombre de la especie. El nombre genérico de Aphananthe se refiere a flores insignificantes. Esta planta también se encuentra en las Islas Salomón y en Papúa Nueva Guinea. El hábitat australiano incluye sitios de selva tropical seca. Sin embargo, se ve principalmente en arroyos sobre suelos aluviales húmedos. Los nombres comunes en Australia incluyen olmo nativo , mango de madera gris , madera de mango de hacha , nogal americano de hojas rugosas y árbol de asbesto. 